# Izing Róbert
Izing Róbert (Budapest, 1976. december 29. –) magyar újságíró, dokumentumfilm-rendező, író, műfordító.

## Életpályája
1998-ban kezdett dolgozni az RTL Klub Dóra mozija című magazinműsoránál. 2000-től 2010-ig a Filmmúzeum TV szerkesztője és állandó munkatársa. Szerkesztő-rendezőként dolgozott még a Magyar Televízióban, a TV Paprikán, a TV Dekón, a Sport TV-n, TV2-n, Spektrumon, Duna TV-n futó műsorokban. 2006-ban készítette el társrendezőként a Tibet, a száműzött ország című dokumentumfilmjét, amelyet a Duna Televízió tűzött műsorára, és amely szerepelt a Magyar Filmszemlén, illetve versenyprogramban a Cinefest Miskolci Nemzetközi Filmfesztiválon (2007) és a Wisconsin Nemzetközi Filmfesztiválon (2008). 2010-ben a dalai láma budapesti látogatásakor az esemény sajtófőnöke és a parlamenti látogatás koordinátora volt.
2011-ben mutatták be Az igazság harcosai című dokumentumfilmjét, amely a száműzetésben élő dalai láma életét mutatja be. 2017-ben készült el az 1956-os forradalom sportvonatkozású eseményeit bemutató A megnyerhetetlen mérkőzés című dokumentumfilmje, amely szerepelt a Magyar Filmszemle, a Los Angeles-i Magyar Filmnapok és a Bukaresti Magyar Filmnapok programjában. A Bán János és Gáspár Sándor főszereplésével készült A mi emberünk című fikciós dokumentumfilmjét 2020-ban mutatta be az M5 csatorna. 2011-ben jelent meg regénye, az 1950-es évek amerikai B kategóriás sci-fi filmjeinek kliséit felhasználó Támadás az űrből című regénye az Agave Könyvek gondozásában. 2017-es megalapítása óta a Roadster magazin online és print kiadásának főszerkesztője.

## Dokumentumfilmjei
- A mi emberünk (író-rendező, magyar fikciós dokumentumfilm, Popular Média Kft., 2019)[10]

- A megnyerhetetlen mérkőzés (író-rendező, magyar dokumentumfilm, Siriat Film, 2017)[11]

- Az igazság harcosai (társíró-társrendező, magyar dokumentumfilm, 2011)[12]

- Tibet, a száműzött ország (társíró-társrendező, magyar dokumentumfilm, 2006)[13]

## Megjelent művei
- Támadás az űrből, regény, Agave Könyvek, 2011[14]

## Műfordításai
- Anette Moldvaer: Kávészenvedély, HVG Könyvek, 2013[15]

- John Cleese: Na szóval, HVG Könyvek, 2014[16]

- Kim Suki: Nélküled mi sem vagyunk, HVG Könyvek, 2016[17]

- Oliver Sacks: Mozgásban, HVG Könyvek, 2017[18]

- Paul Fisher: Kim Dzsongil bemutatja, HVG Könyvek 2018[19]

- Madeline Puckette: Wine Folly, HVG Könyvek, 2018[20]